# 101st Airborne Division
La 101st Airborne Division (101ª Divisione aviotrasportata), nota anche come Screaming Eagle (Aquila Urlante), è un'unità di Fanteria leggera dell'esercito statunitense. È inquadrata nel XVIII Airborne Corps.
Il suo quartier generale è a Fort Campbell, in Kentucky.
È una delle più prestigiose e decorate unità dell'esercito degli Stati Uniti.
Durante la seconda guerra mondiale fu impiegata come unità di paracadutisti nel teatro d'operazioni europeo partecipando in particolare alla battaglia di Normandia, l'operazione Market Garden e l'assedio di Bastogne.

## Storia

### Seconda guerra mondiale

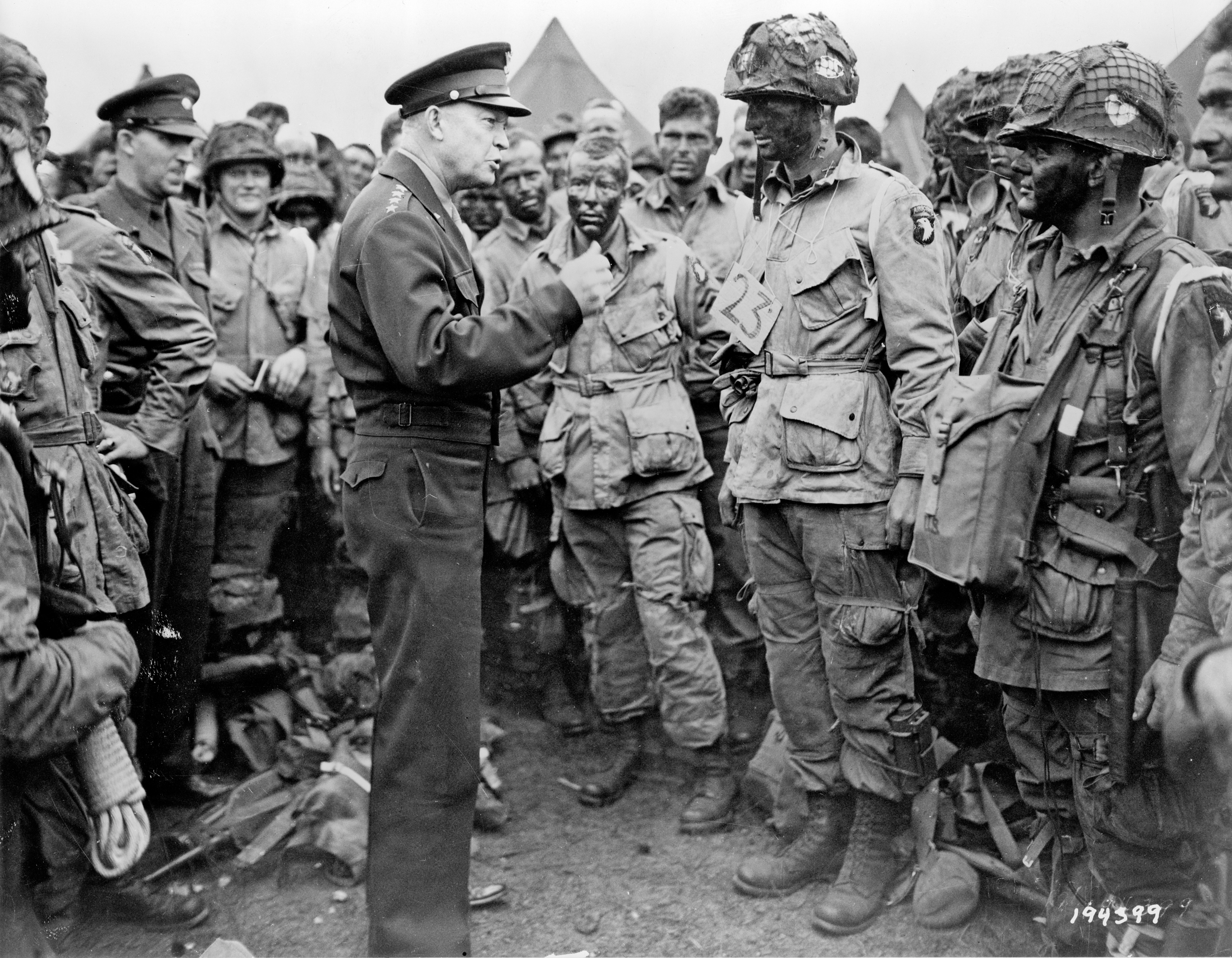
Il generale Dwight D. Eisenhower parla con il primo tenente Wallace C. Strobel e paracadutisti della Compagnia E del 502º Reggimento di Fanteria Paracadutista il 5 giugno 1944

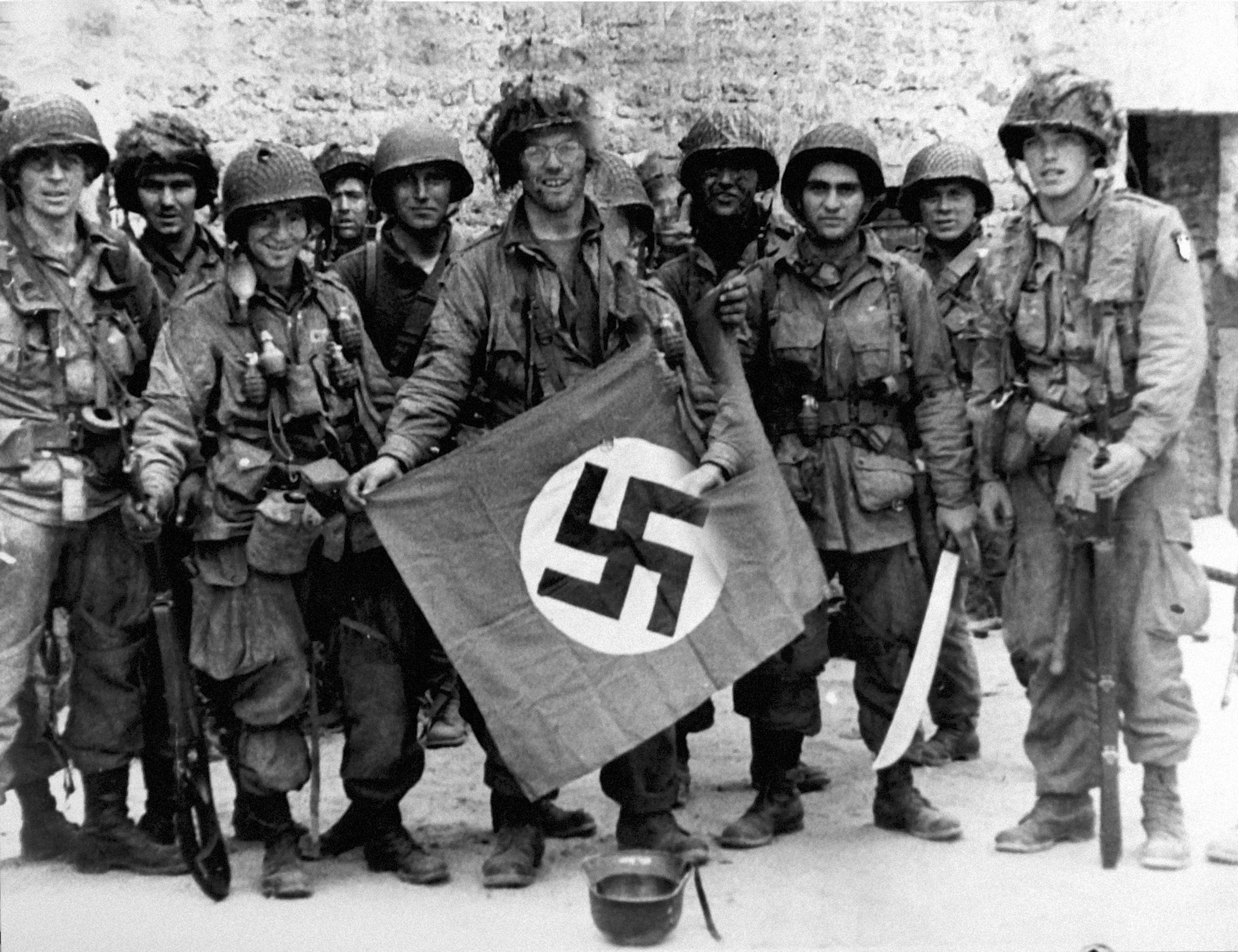
Truppe della 101ª Aviotrasportata in posa assieme a una bandiera nazista catturata durante l'operazione dell'aviotrasportata dello sbarco in Normandia

La 101ª Divisione aviotrasportata fu attivata il 16 agosto 1942 a Camp Claiborne, in Louisiana. Il 19 agosto 1942 il suo primo comandante, il maggior generale William C. Lee, promise alle sue nuove reclute che la 101ª "non aveva nessuna storia, ma aveva un appuntamento con il destino".
Nel suo primo discorso, nel giorno in cui nacque la divisione, il generale Lee lesse l'Ordine generale numero 5, datato 19 agosto 1942:

#### Sbarco in Normandia
I paracadutisti ricognitori della 101st Airborne Division aprirono la strada nella notte precedente al D-Day. Partirono dal campo di aviazione RAF North Witham di Lincolnshire, dove si erano precedentemente addestrati assieme ai paracadutisti della 82nd Airborne Division.
Gli obiettivi della 101ª Divisione aviotrasportata erano quelli di rendere sicure le quattro uscite dietro le spiagge di Omaha e di Utah Beach, distruggere una batteria d'artiglieria tedesca nel villaggio di Saint-Martin-de-Varreville, catturare gli edifici nel vicino paesino di Mésirès, nel quale i nazisti avevano allestito baracche e un posto di comando per le postazioni d'artiglieria. In seguito i paracadutisti avrebbero dovuto: catturare il blocco di Douve River a la Barquette, catturare due passerelle che conducevano da Douvre a Porte Brévands, sabotare i ponti autostradali che conducevano da Douvre a Saint-Come-du-Mont e rendere sicura la valle di Douvre River.
Nel processo l'unità doveva inoltre interrompere le comunicazioni tedesche, istituire posti di blocco ostacolare la circolazione dei rinforzi tedeschi, stabilire una linea difensiva tra la testa della spiaggia e Volognes, ripulire l'area delle zone d'atterraggio al limite di Les Forges, e unirsi con la 82ª.

##### Zona d'atterraggio A
I paracadutisti della 101ª Divisione aviotrasportata si lanciarono il 6 giugno 1944. La prima ondata prevista per la zona d'atterraggio A (la più settentrionale) non rimase sorpresa dal banco di nuvole e rimase in formazione, ma errori di navigazione e una mancanza di segnale Eureka causarono il primo errore. Anche il secondo battaglione del 502° PIR si lanciò compatto ma scese nella zona d'atterraggio sbagliata, mentre il suo comandante, il tenente colonnello Steve A. Chappuis, giunse praticamente solo nella zona d'atterraggio corretta. Il colonnello Chappuis decise quindi di conquistare con i suoi pochi uomini la batteria d'artiglieria costiera tedesca, ma giunto a destinazione si accorse che l'impianto era già stato smantellato dopo un raid aereo.
La maggior parte del resto del 502° (composta da 70-80 uomini) atterrò disordinatamente in una zona d'atterraggio improvvisata dagli esploratori dell'esercito, attorno al punto d'atterraggio principale. I comandanti del primo e del terzo battaglione, Cole Patrick J. Cassidy e Robert G. Cole, si fecero carico di un gruppo di uomini e compirono tutte le missioni a loro assegnate. Il gruppo di Cassidy prese Saint Martin-de-Varreville e inviò una pattuglia sotto il comando del sergente Harrison C. Summers per prendere l'obiettivo "XYZ", una caserma a Mésières, e creare una sottile linea di difesa da Fourcarville a Beuzeville. Dopo aver svolto il proprio lavoro il gruppo di Cole conquistò Sàint Mére Eglise situata all'uscita 3, dietro Omaha Beach. La 101ª tenne la posizione per tutta la mattina aspettando l'arrivo dei mezzi per muovere le truppe ammassate nell'entroterra della spiaggia. Entrambi i comandanti trovarono poi l'uscita numero 4, sotto il fuoco dell'artiglieria tedesca e Cassidy, della 4th Infantry Division, decise di non utilizzare la via per uscire fuori dalla spiaggia.
L'artiglieria della divisione aviotrasportata, però, non se la cavò altrettanto bene. Il suo lancio fu uno dei peggiori durante tutta la durata della guerra, con la maggior parte dei soldati rimasti uccisi durante l'operazione.

##### Zona d'atterraggio C
La seconda ondata, assegnata al 506º Reggimento di fanteria paracadutista nella zona d'atterraggio denominata "C-1", 1,6 km a ovest di Sainte-Marie-du-Mont, fu gravemente dispersa dalle nuvole, poi soggetta a intenso fuoco di contraerea per 16 km. Tre degli 81 aerei da trasporto C-47 vennero abbattuti prima, o durante il salto dei paracadutisti. Uno, pilotato dal primo tenente Marvin F. Muir del Troop Carrier 439i Group, prese fuoco. Muir riuscì a tenere il velivolo fermo fino a che tutti gli uomini si fossero lanciati dall'aereo, poi morì quando l'aereo si schiantò subito dopo; per quest'atto di altruismo ricevette la Distinguished Service Cross. Nonostante l'opposizione, il 1º Battaglione del 506º Reggimento riuscì ad atterrare con precisione sulla zona d'atterraggio C, a meno di un miglio della zona di lancio.
La maggior parte del 2º Battaglione, comandato dal colonnello Robert L. Strayer, saltò invece troppo a ovest rispetto all'obbiettivo prefissato, atterrando vicino a Sainte Mère Église. Radunatisi vicino Foucarville allestirono l'area obiettivo della 101ª. Combatté tra le vie della frazione di Le Chemin vicino a Houdienville verso metà pomeriggio, ma scoprì in seguito che la 4th Division aveva già eliminato gran parte dei posti di blocco ore prima.
Il 3º Battaglione del 506° PIR, inizialmente al comando del tenente colonnello Robert Lee Wolverton che rimase subito ucciso, e poi dal colonnello Julian J. Ewell, venne impiegato per saltare sulla zona ridenominata "DZ C". Atterrò in modo sparso nella zona, ma riuscì a portare a termine il compito di assicurare tutte le uscite. Venne rapidamente realizzata quindi un'unità comprendente le truppe del maggior generale Maxwell D. Taylor, che raggiunsero l'uscita di Pouppeville. Dopo sei ore di scontri con il 1058º Panzergrenadier le truppe resero sicura la via d'uscita poco prima dell'arrivo della 4th Division.

##### Zona d'atterraggio D
Altre due operazioni degne di nota avvennero nei pressi del villaggio di Sainte-Marie-du-Mont da unità del 506° PIR, coinvolte nella cattura e successiva distruzione di alcune batterie di cannoni d'artiglieria da 105 millimetri tedeschi, appartenenti al 3º Battaglione-191º Reggimento d'Artiglieria. Nel corso della mattinata, una pattuglia di 23 paracadutisti della Compagnia Easy del 506° PIR sotto il comando del tenente Richard D. Winters, combatté contro un gruppo di forze naziste grande quattro volte il suo, in una fattoria chiamata Brécourt. Winters riuscì ad eliminare la minaccia assieme ai suoi uomini con grande eroismo e per questo venne decorato con la Distinguished Service Cross. Questa azione viene descritta nella seconda parte della mini serie Band of Brothers, D-Day.

#### OperazioneMarket Garden
Il 17 settembre 1944 la 101ª entrò a far parte del XVIII Airborne Corps («XVIII Corpo d'armata aviotrasportato») a sua volta inglobato nella First Allied Airborne Army («1ª Armata aviotrasportata alleata») per partecipare all'operazione Market Garden (17-25 settembre 1944). Quest'ambiziosa operazione combinata, concepita e comandata dal feldmaresciallo inglese Bernard Montgomery, si rivelò, alla fine, un fallimento.
Il piano prevedeva la conquista da parte dei paracadutisti di numerosi ponti situati lungo l'autostrada A50 attraverso la Mosa, la Waal e il Reno inferiore e diversi canali e affluenti (operazione Market). L'occupazione dei ponti avrebbe permesso alle forze corazzate inglesi avanzanti lungo l'A50 di aggirare sul fianco la linea Sigfrido spingendosi fino alla Ruhr (operazione Garden); la conquista del cuore industriale della Germania, avrebbe, secondo i piani di Montgomery, provocato un crollo definitivo del nemico e permesso la conclusione della guerra entro il Natale del 1944.
Per raggiungere lo scopo Montgomery impiegò un'intera armata aviotrasportata che includeva, oltre alla 101ª, anche l'82ª Divisione statunitense, la 1ª Divisione aviotrasportata inglese e la brigata paracadutisti polacca: in totale furono impiegati circa 35 000 paracadutisti.
La 101ª fu lanciata il 17 settembre 1944 nella zona nord di Eindhoven, la città più vicina alla linea del fronte alleata dalla quale sarebbero partite le forze corazzate del XXX Corpo d'armata britannico. Il lancio, effettuato di giorno per minimizzare i problemi di dispersione che si erano avuti in Normandia, si rivelò un successo e la divisione atterrò nelle zone previste dove riuscì, entro la sera del 17 settembre, a conquistare quattro dei cinque ponti che le erano stati assegnati come obiettivo. Il ritardo causato da una batteria di cannoni da 88 mm tedeschi impedì però l'occupazione del quinto e importantissimo ponte: quello sul Canale Wilhelmina a Son che fu fatto saltare dai tedeschi quando le unità della 101ª erano ormai vicinissime.

#### Battaglia delle Ardenne
Nel corso della battaglia delle Ardenne del dicembre del 1944 la 101ª Divisione aviotrasportata, agli ordini del generale Anthony McAuliffe, ebbe un ruolo cruciale durante l'assedio di Bastogne.
Se la cittadina belga, il nodo stradale dove convergevano tutte le principali arterie della zona, fosse stata conquistata la VI e la VII divisione Panzer tedesche avrebbero avuto la strada spianata verso Anversa. A costo di gravi perdite, priva di equipaggiamento invernale e di supporto logistico, la 101ª Divisione, completamente circondata già dal 19 dicembre, riuscì a resistere e a rallentare l'avanzata nemica, costringendo i tedeschi a distogliere uomini e mezzi dall'offensiva verso la Mosa e ad aggirare l'abitato in pieno inverno utilizzando strade secondarie e sentieri.
Il generale Mc Auliffe fu decorato personalmente dal generale americano George Smith Patton, capo della III Armata americana che, al termine di un'avanzata di 100 miglia verso nord, ruppe l'assedio di Bastogne il 26 dicembre.

### Dal dopoguerra

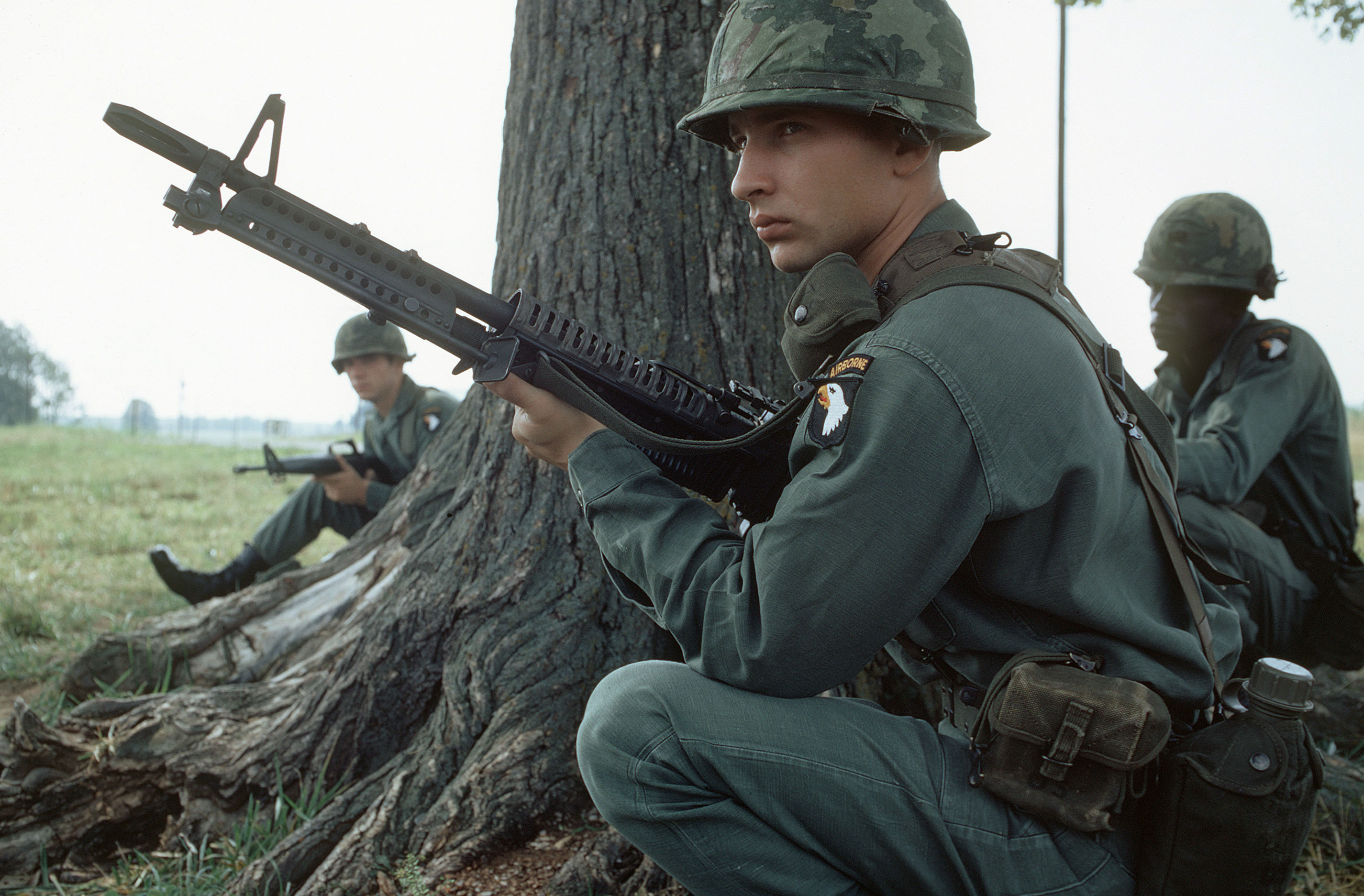
Un membro della 101ª partecipa a un'esercitazione sul campo nel 1972

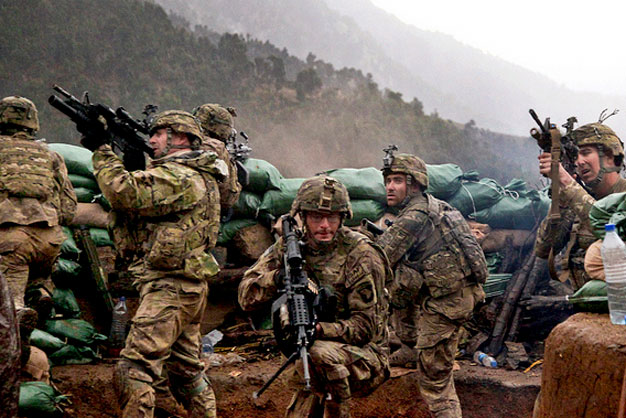
Militari della 101st Airborne Division rispondono al fuoco contro i talebani in Afghanistan nel 2011

L'unità prese parte alla guerra di Corea dove confermò la propria reputazione, ancora una volta grazie a missioni aviotrasportate oltre le linee nemiche volte ad agevolare sbarchi e offensive terrestri.
Durante la guerra del Vietnam la 101ª fu trasformata in divisione aeromobile e quindi in divisione d'assalto aereo, ma per ragioni storiche mantiene ancora oggi l'appellativo di aviotrasportata.
Ha poi partecipato alla prima e seconda guerra del Golfo ed in teatri di guerra quali l'Iraq e l'Afghanistan.

Struttura divisionale nel 2023

Il 10 giugno 2022 la 101st Airborne Division ha schierato la fanteria leggera in Romania, in funzione anti-russa durante i primi mesi dell'invasione dell'Ucraina da parte della Russia del presidente Vladimir Putin.

## Organizzazione
- comando di divisione
- 1ª brigata di fanteria
- 2ª brigata di fanteria
- 3ª brigata di fanteria
- Artiglieria divisionale
- brigata aeromobile
- brigata logistica

## Filmografia

### Cinema
- Il grido delle aquile (Screaming Eagles), regia di Charles F. Haas (1956)
- Hamburger Hill: collina 937 (Hamburger Hill), regia di John Irvin (1987)

### Televisione
- Band of Brothers - Fratelli al fronte (Band of Brothers) - miniserie TV (2001)

## Videogiochi
È possibile giocare a una rappresentazione della 101st Airborne Division nel videogioco Steel Division: Normandy 44.
È anche un'unità speciale reperibile nella serie per PC Men of War e nei giochi Brothers in Arms: Road to Hill 30, Earned in blood e Hell's Highway.